# Frano Kršinić
Frano Kršinić (Lumbarda na Korčuli 24. srpnja 1897. – Zagreb, 1. siječnja 1982.), hrvatski kipar.

## Životopis

### Djetinjstvo i školovanje
Kršinić se rodio 24. srpnja 1897. u djedovoj kući u zaseoku Žabnjak (službeno Lumbarda na Korčuli) kao prvo dijete Marije Dračevac (1882. – 1917.) i Roka zvanog Franje Tindir (1872. – 1938. godine). Otac je bio poljoprivrednik i kamenar pa mu Frano odmalena pomaže u vađenju i obradi kamena, a nakon završenih 5 razreda pučke škole u Lumbardi pohađa 3 godine zanatsku kamenarsku školu u javnoj muškoj građanskoj školi u Korčuli gdje uči modeliranje i klesanje. Kako su već i prije neki Korčulani odlazili na daljnje školovanje u veće gradove, tako i Frano odlazi u Zagreb na Obrtnu školu. Ostavši bez mjesta u internatu odlazi u Hořice (Češka) u školu koju pohađaju dvojica Korčulana (Pallavicini i Ivančević), pa se tamo krajem rujna 1912. upisuje u kiparsko-klesarsku školu (utemeljenu 1884.), na odjel za kipare. Uz malu stipendiju i očevo uzdržavanje polazi 4 godine vrlo dobrog zanatskog školovanja s puno crtanja i modeliranja (učitelj modeliranja Quido Kocian), pa 15. srpnja 1916. dobiva svjedodžbu kao obrtnik kipar u kamenu koji može samostalno voditi obrt. Osjećajući da bi mogao još napredovati, a prema preporuci Kociana, na jesen 1916. upisuje Umjetničku akademiju u Pragu. Dolazi u klasu Vaclava Mysbeka gdje pohađa specijalnu školu kiparstva koja provodi strogi akademski program. Tu je stekao umijeće dobrog modeliranja i izgrađivanja čvrste forme. Spretan u obradi kamena redovito zarađuje klesanjem za druge. Pred kraj rata se skriva od mobilizacije falsificiranim vojnim dopusnicama (zajedno s Milivojem Uzelcem), te u liberalnom okružju Praga dočekuje kraj rata i raspad AU monarhije. Kako Myslbek odlazi s akademije, krajem 1918. nastavlja studij kod Jana Šturse, kipara bliskog Francuzima koji ga upućuje u mekše forme Despieaua i Maillola. Iako nesiguran u svoj status u novostvorenim državama, ipak dovršava studij u ljeto 1920. s diplomskim radom muškog akta (Pastir s granom) kao portreta svojeg kolege Pešaneka.

### Odlazak iz Praga, prve samostalne izložbe
Praške radove donosi u Zagreb, te u svibnju 1921. priređuje prvu samostalnu izložbu u salonu Ullrich izlažući 34 kipa raznolike tematike, većinom u gipsu, te 11 terracotta i 1 mramor. Modelira ženske aktove varirajući Štursine teme pročišćavanjem kompozicije i kompaktnijim modeliranjem (Toaleta, Kod kupanja), te motive vezane uz zavičaj, more i mladost (Pastir, Ribar, Žetelica, Ofelija). Od učitelja je stekao sklonost mekim oblicima djevojačkih aktova, te uz poneku socijalnu temu vrlo malo prihvaća ekspresionizam i sveprisutni meštrovićevski utjecaj. U ožujku 1922. izlaže u Beogradu u II. gimnaziji, te se preseljava u Zemun. Prema Meštrovićevoj preporuci u veljači 1924. se zapošljava kao klesar na Akademiji za umjetnost i umjetni obrt u Zagrebu, a od jeseni je učitelj obrade kamena, te u tom zvanju ostaje do 1940. Modelira Buđenje, kompaktni ženski akt uzdignutih ruku, lijepih obrisa, te ga 1925. kleše u kamenu. Izrađuje 1924. dvije karijatide u drvu, muški i ženski par izduženih linija, te ih izlaže u Parizu 1925. u paviljonu Jugoslavije na izložbi dekorativnih umjetnosti i za njih dobiva Grand Prix. Motiv buđenja djevojke modelira u otvorenijoj kompoziciji 1926, no ubrzo modelira mekše Buđenje zatvorenih oblika, te ga kleše u kamenu (sada Narodni muzej Beograd). Modelira Dianu 1926, ženski akt otvorene dinamične kompozicije, te ga 1929. oslobađa stilizirane draperije i dorađuje, stvarajući jednu od svojih najprepoznatljivijih kompozicija. Krajem dvadesetih modelira puno novih kipova, neke u skoro prirodnoj veličini, dvije verzije Frulaša 1926, Pastiricu 1927, te manju Molitvu 1927. i Pri čitanju, 1929. Stojeći lik Julija Klovića, svoj prvi spomenik, radi 1928. (zamišljen za kamen, odliven tek 1984). Svjestan da je najjači u punoj plastici dorađenoj sa svih strana, ustraje na onim temama koje mu najbolje leže: ženski likovi u tankim draperijama i aktovi punih oblina. U travnju 1929. u Salonu Ullrich u Zagrebu samostalno izlaže 21 kip u raznim materijalima, predstavljajući se nekim većim djelima (Diana, Ulična pjevačica) i sa 6 mramora fine obrade (Na kupanju, Pjesma, Na morskoj stijeni, Molitva, Sabiračica cvijeća, Češljanje). Bogatom plastičnošću, mekoćom oblika i dopadljivim temama postaje prepoznatljiv i omiljen kipar, s dobrom prodajom i javnim narudžbama.

### Osnivanje grupe Zemlja, izložbe širom svijeta
Sudjeluje 1929. u osnivanju grupe Zemlja, te izlaže na prvoj izložbi, ali istupa nakon jedne godine zbog nesuglasica oko zadobivanja Meštrovićeve podrške. U Barceloni 1929. godine izlaže 3 manja i 3 veća kipa, te dobiva dvije srebrne medalje. Izlaže 1930. na Jugoslavenskoj umjetničkoj izložbi u Londonu, Edinburghu i Manchesteru. Tate Gallery otkupljuje kameni kip Djevojčica. Modelira Češljanje i kleše u mramoru, radi Pučku pjevačicu u dvije varijante i jednu kleše u kamenu. U Salonu Ullrich u Zagrebu 1932. izlaže 31 kip (od toga 10 terracotta) kao cjeloviti pregled najboljih djela: Frulaš, Buđenje, Pri čitanju, Odmor, Dijana, Djevojče, Dozivanje. Dobar prijem kod publike i kritičara ga potvrđuje kao zrelog umjetnika vlastitog izraza. Radi puno terracotta, dosta kleše u mramoru, stvarajući svoju klasičnu fazu oblikovanjem desetaka ženskih aktova: Molitva, Dozivanje, Melodija, Djevojče. Za HNK u Zagrebu radi 1932. poprsja Marije Ružička Strozzi, 1934. Zajca, Lisinskog, Demetra, Freudenreicha i Mandrovića, te 1937. Badalića. Modelira visoke reljefe Ribari i Ribarska pjesma 1934, te nešto kasnije Prešanje, djela tematski vezana uz zavičaj, a oblikovanjem čvrstih tijela bliska veličanju rada. Ribari su odmah zapaženi na izložbama u Zagrebu i Beogradu, te ih otkupljuje princ Pavle Karađorđević za svoj muzej. Radi prvu varijantu Njegovateljice ruža, elegantne stojeće djevojke s cvijetom, koju će desetljećima razrađivati u više veličina. Po narudžbi ›Hrvatske žene‹ 1935. radi spomenik don Franu Buliću koji je postavljen južno od tadašnje Sveučilišne knjižnice. Iste godine radi spomenik kralju Aleksandru na Sušaku s dva visoka reljefa uskoka i mornara. Dovršava i postavlja 1937. na Wilsonov (danas Rooseveltov) trg u Zagrebu spomenik Eugenu Kumičiću započet po narudžbi ›Hrvatske žene‹ 1934. Na natječaju 1938. dobiva izradu spomenika kralju Petru za Sarajevo, te izrađuje svoj prvi konjanički spomenik sa 6 klesanih reljefa na bočnim stranama postamenta (uništen ubrzo nakon postavljanja 1940.). Krajem 30-tih radi nekoliko motiva majke s djetetom u više veličina, Majka kupa dijete, Majka doji dijete i Majčina igra, koje će kasnije desetljećima varirati i dorađivati. Na biennalu u Veneciji 1940. izlaže deset ponajboljih kipova u različitim materijalima. Za natječaj za spomenik Anti Starčeviću 1941. modelira glavu malo nadnaravne veličine, svoj najbolji portret. Tokom drugog svjetskog rata ostaje u Zagrebu, a nakon odlaska Meštrovića u Italiju 1942. vrši dužnost rektora, a 2. rujna 1944. je izabran za rektora ALU. Modelira prvu veliku Majčinu igru, te Majka doji dijete koju kleše u mramoru, prve veće kipove te tematike, nalazeći mjeru između deskriptivnosti i stilizacije, stvarajući povezanim mekanim oblicima čvrstu formu. Kleše veliku Meditaciju 1940, te još jednu 1944. s naturalističkim detaljima. Izlaže 1943. na izložbi hrvatske umjetnosti u Berlinu, Beču i Bratislavi petnaestak radova, a Arno Breker kupuje kamenu Čitačicu. Postavljen je za izvanrednog profesora Akademije likovnih umjetnosti u Zagrebu 1940, a za redovnog profesora je imenovan 1941.

### Poslije 2. svjetskog rata
Nakon rata zajedno s ostalim nastavnicima prolazi bez sankcija zadržavajući položaj na ALU. Zajedno s Augustinčićem i Radaušem 1947. dobiva status majstora kipara po uzoru na sovjetske titule, te time dobiva mogućnost uređenja posebnog prostora za postdiplomske studije, takozvane majstorske radionice. Iako je izgradnja novih atelijera za studente započela na Goljaku u Zagrebu, nikada nije dovršena, tako da se postdiplomski studij kod Kršinića odvijao u starim barakama u dvorištu ALU. Kroz taj studij je njegovao mlade talente omogućujući im rad i dajući im poslove, pa su u tri desetljeća deseci kipara prošli kroz Kršinićevu specijalku. Izabran je za redovitog člana JAZU 1948. godine. Krajem četrdesetih modelira nekoliko varijanti ribara koji u paru izvlače mrežu. Varira položaj i likove muškaraca i žene, zadržavajući nagnutost kompozicije. Povećava muški par u malo nadnaravnu veličinu 1947, približavajući se socrealističkim usmjerenjima, ali vještom modelacijom izbjegava naturalizam. Početkom 1948. pomaže Augustinčiću i drugim kiparima na ubrzanoj izradi spomenika Crvenoj armiji na Batinoj Skeli, modelirajući stojeće vojnike. Na tragu poželjne poslijeratne narativnosti modelira veliku Pleti me pleti majčice, te ju kleše u kamenu. 1950. izlaže u Veneciji na 25. biennalu velike brončane Ribare, te kameni Odmor i Pleti me pleti majčice. Prvi spomenik NOB, ustanika s puškom i zastavom, radi 1950. za Grubišno Polje. Kao spomenik strijeljanima na Dotršćini radi 1952. visoki reljef čvrste realističke modelacije karakterno raznolike grupe osam talaca, koji je postavljen 1954. na južnoj strani Strossmayerovog trga u Zagrebu. Za Bakar radi 1953. spomenik ranjenom borcu kao muški akt naravne veličine, bez ikakvih ideoloških obilježja. Za Sisak radi 1953. spomenik ustanku prema skicama za spomenik Marku Oreškoviću iz 1949, grupu od četiri ustanika patetičnih gesta, jasne naracije i simbolike, kompaktne modelacije u široko rezanim plohama. Za Dubrovnik modelira 1954. borca na straži, statični lik bez aluzivnih gesta. U suradnji s Antunom Augustinčićem radi 1955. spomenik žrtvama fašizma u Addis Ababi. Izrađuje skice, modelira model 6 narativnih reljefa o etiopskoj povijesti i talijanskim zločinima, te modelira kutne kipove naravne veličine, dok ostalih nekoliko desetaka likova modeliraju Augustinčić i pomoćnici. Za Beograd radi 1956. spomenik Nikoli Tesli, smirenog zatvorenog oblika (kasniji odljevi na Niagari 1978. i u Gospiću 1981.), te istovremeno Ženu s mijehom kao fontanu na Brijunima. S Augustinčićem radi 1958. spomenik Rasu Makonnenu za Harar u Etiopiji, konjaničku figuru oca Haile Selassija. Pedesetih modelira desetke novih ženskih aktova u raznim veličinama: Meditacija, Sputana, Kupačica, te ih većinom kleše u mramoru. Modelira veliku Sputanu i kleše u mramoru 1955, a stariju Meditaciju varira pojednostavljivanjem i kleše u mramoru 1958. Nakon tri godine iskušavanja raznih varijanti 1961. radi spomenik Titu u Užicu u Srbiji, 4,75 m visoki stojeći lik, oblikovan kao blok, reduciranih detalja, s tendencijom prema simboličkom izrazu. Oko 1960. radi nov motiv na majčinske teme Prvi koraci u dvije veličine. Posljednji javni spomenik je izradio 1963, Emanuela Vidovića za Split. Iste godine modelira treću i posljednju varijantu velike Majčine igre u naravnoj veličini, svoj najprepoznatljiviji kiparski oblik u kojem je objedinio izbalansiranu dinamiku masa i ljepotu čistih linija. Šezdesetih godina kleše brojne male kipove u kararskom mramoru, varirajući iste teme desetak puta. Puno prerađuje ranije kipove ženskih aktova, zatvarajući formu zaobljavanjem i reduciranjem na osnovni oblik. U najuspjelijim djelima postiže čistoću forme usklađujući čvrsto napete plohe s ljepotom obrisne linije: Kod kupanja, Buđenje, Meditacija, Sputana. Odlazi u mirovinu 1967. nakon 43 godine rada sa studentima, nastavljajući voditi majstorsku radionicu. I dalje radi u atelieru na ALU, u kojemu je izradio većinu kipova. Staro Buđenje iz 1929. prerađuje i kleše u mramoru 1968. za izložbu u Umjetničkom paviljonu. Iste godine po narudžbi don Iva Matijace za korčulansku krstionicu radi elegantni kip stojećeg Krista. Po narudžbi Vjeke Jarka radi 1968. stojeću Madonu s Isusom za franjevačku crkvu sv. Ante u Sarajevu. Posljednje desetljeće rada toliko pojednostavljuje ženske aktove da zalazi u maniru ponavljanja starih oblika. Dorađuje gipsane figure, plastelinom zapunja udubljenja, zaobljava i povezuje linije, te povremeno lijeva u bronci. Kleše brojne male aktove u mramoru: Meditacija, Zabrinutost, Djevojčica, Kod kupanja, Majčina briga. Poneki od njih dostižu vrhunsku pročišćenost i dorađenost zategnutih formi u malome formatu, te pripadaju među njegova najbolja ostvarenja. Početkom rujna 1974. doživljava moždani udar, te se oporavlja do zime. Dovršava modeliranje sjedeće Madone za Podmilačje kod Jajca, te pomalo prestaje modelirati i klesati. Ljeti 1976. posljednji put odlazi u rodnu Lumbardu. S gradom Korčulom sklapa 1977. ugovor o darovanju prava lijevanja 30 kipova za buduću galeriju u palači Arneri. U jesen 1981. zdravlje mu se pogoršava, u prosincu odlazi u bolnicu gdje umire 1. siječnja 1982, te je pokopan na Mirogoju na glavnoj aleji.

## Djela
Njegova pojava u hrvatskom kiparstvu označava prekid s naturalističkom faktografijom i ilustrativnošću uljepšanog realizma, narativnog akademizma i ornamentalnih oblika secesije. Kršinić je majstor lirskog oblika, a najviše domete postigao je u ženskim aktovima i figuralnim kompozicijama i bronci, kamenu i mramoru (Dijana, 1929.; Buđenje, 1928.; Češljanje, 1928.; Majka doji dijete, 1940.; Njegovateljica ruža, 1940. i 1953.; Majčina igra, 1942.; Sjećanje, 1943.; Pleti me, pleti, majčice, 1949.). Sažimanjem likovnih elemenata, mirnim tokom linije, uravnoteženom gradnjom masa, idealizacijom i produhovljenjem oblika on iskazuje primarnu toplinu i buđenje djevojaštva, ljepotu mladosti i intimnu draž ženstva (Majka kupa dijete, 1958.). Kao izuzetno plodan kipar u kamenu i bronci izveo je mnoge reprezentativne spomenike (Frane Bulić, Zagreb, 1953; Eugen Kumičić, Zagreb, 1937; Emanuel Vidović, Split, 1963; Nikola Tesla, Gospić, 1981). Zatim spomenike partizanskoj borbi u Sisku, Grubišnom Polju, Dubrovniku, Bakru i Zagrebu (Spomenik Žrtvama fašizma) te monumentalni lik Josipa Broza (Titovo Užice, 1960.). Radio je i skice za spomenik Marku Oreškoviću (1947.), Ivanu Gunduliću (1947.), Palim ratnicima (1948.) i Josipu Brozu (1948.) Izradio je spomenik Etiopskog narodnog oslobođenja (Addis Abeba, u suradnji s A. Augustinčićem, 1955.). No, radio je i nadgrobne spomenike u Zagrebu (obitelji Novak, Popović, Ritig i Kraus na Mirogoju) i Dubrovniku (obitelji Lipanović). Potom portrete, autoportrete i poprsja (Ante Starčević, Ante Kovačić, J. Kljaković), likove kazališnih umjetnika u predvorju Hrvatskog narodnog kazališta u Zagrebu u periodu od 1934. do 1948. godine (A. Mandrović, J. Freudenrich, V. Lisinski, D. Demeter, I. Zajc, M. Ružička, Strozzi), reljefe u sadri (Senjski uskoci), bronci (Dafnis i Chloe; Ribari) i drvetu (Svirači). Značajne su i njegove kompozicije u terakoti razvedenijih oblika i nemirnije površine (Djevojka s vrčem, 1925.; Odmor, 1928.; Torzo, 1938.; Odmor seljanke, 1942.).
Među djelima iz poslijeratnog razdoblja ističu se već spomenuti Ribari (1947.) i Sputana (1957.). Brojna djela Frane Kršinića postavljena su u javnim prostorima i predstavljaju primjere skladnog spoja skulpture i okoliša (Pučka pjevačica, Ilidža, 1929.; Molitva, Beograd, 1930.; Majčina igra, Sarajevo, 1946.). Oble, pročišćene i jednostavne forme Frane Kršinića oplemenjuju gradske i parkovne prostore u kojima se nalaze. Samostalno je izlagao u Zagrebu (1921., 1929. i 1932.), Beogradu (1922., 1924. i 1968.) te u Dubrovniku (1971.). Retrospektivnu izložbu održao je u Umjetničkom paviljonu u Zagrebu jesen 1968. godine. Sudjelovao je na izložbama Proljetnog salona (1921. – 1924.), na Međunarodnoj izložbi dekorativne umjetnosti u Parizu (1925.), na izložbi jugoslavenske skulpture i slikarstva u Londonu (1930.), na XXII. i XXV. bijenalu u Veneciji (1940. i 1950.) te još nekim izložbama. Kršinić je izradio oko 500 različitih kipova, često se vraćajući istim temama i dorađujući stare oblike.
Nakon inzulta 1974. prestaje aktivno raditi, te umire 1. siječnja 1982. godine u Zagrebu. Kršinićeva djela nalaze se u javnim zbirkama: Moderna galerija Zagreb 23, Muzej suvremene umjetnosti Zagreb 4, Gradski muzej Varaždin 3, Galerija likovnih umjetnosti Osijek 1, Muzej moderne i suvremene uvmjetnosti Rijeka 4, Galerija umjetnina Split 4, Umjetnička galerija Dubrovnik 5, Umjetnička galerija BiH Sarajevo 3, Narodni muzej Beograd 13, Stari i Beli dvor Beograd 7, Muzej savremene umetnosti Beograd 8, Muzej istorije Jugoslavije 16, Muzej suvremene umjetnosti Skopje 1, Tate Gallery London 1.

## Izložbe, nagrade i priznanja, dokumentarni filmovi
Za života je održao 10 samostalnih izložbi (Zagreb 1921, 1929, 1932, 1968; Beograd 1922, 1962, 1968; Dubrovnik 1971; Korčula 1977.), te je sudjelovao na 153 kolektivne: Beograd, Zagreb, Paris 1925, Philadelphia 1926, London 1930, Venecija 1940. i 1950, Berlin, Beč i Bratislava 1943. itd.
Dobio je Nagradu vlade FNRJ 1949., Nagrada grada Zagreba 1956., Orden rada I reda 1957., nagrada Vladimir Nazor za životno djelo 1962., Orden zasluga za narod sa zlatnom zvijezdom 1967., nagrada AVNOJa 1968., Orden Republike sa zlatnim vijencem 1977., izabran je za počasnog građanina Korčule 1977. godine.
O Kršiniću su kratke dokumentarne filmove snimili: Bogdan Žižić "Jutro čistog tijela" 1969. godine, Danijel Marušić 1977. godine, Jakov Sedlar 1978. i Milka Ganza 1980. godine.

## Galerija djela
- Ribari u Bakru
- Dimitrije Demeter ispred Preporodne dvorane
- "Strijeljanje talaca" - spomenik žrtvama fašizma smješten je nasuprot Umjetničkog paviljona u Zagrebu.[1]
- Kip Nikole Tesle na slapovima Niagare
- Kip Krista u sklopu grobnice obitelji Gillming-Hengl u Osijeku

## Vanjske poveznice
|  | Zajednički poslužitelj ima još gradiva o temi Frano Kršinić |

- http://www.krsinic.com/